# Étienne Roupy de Cambrai
Étienne de Roupy dit de Cambrai  (mort le 23 février 1462), est un ecclésiastique qui fut évêque d'Agde de 1448 à 1462

## Famille
Étienne de Roupy ou Roupt est issu du famille noble originaire de Cambrai  où elle exerce diverses charges et dont elle adopte le nom. Il est le fils de Jean Ier Roupy dit de Cambrai et de Margueritte Chambellan. Son frère nommé également Jean [II] est panetier du roi et marié en secondes noces à Geoffrette Cœur la fille de Jacques Cœur. Il est vraisemblablement le neveu de Adam de Cambrai mort le 15 mars 1456 1er Président au Parlement de Paris;  Ambroise de Cambrai chancelier de l'Église de Paris et Guillaume de Cambrai chanoine et archidiacre puis archevêque de Bourges sont ses neveux.

## Carrière ecclésiastique
Étienne est d'abord chanoine à Bourges sa ville natale puis doyen du chapitre de chanoines et Conseiller-clerc à la 
chambre des comptes de Paris. Il est nommé évêque d'Agde en 1448 après le décès de Jean de Montmorin. Il est présent lors de l'hommage du duc Pierre II de Bretagne à Charles VII le 3 novembre 145 au château de Montbazon. Il parachève l'édification de la cathédrale d'Agde dont la construction avait été suspendue plusieurs fois et la consacre le 8 juillet 1453. Il préside les États du Languedoc en 1458 à Carcassonne et le 8 octobre 1460 il donne quittance de son droit de présence aux États de Béziers. Il résigne son évêché en janvier 1462 et meurt peu après le 22 février de la même année.